# Eudaimonia
L'eudaimonia (en grec εὐδαιμονία) és un mot grec per designar prosperitat, bona fortuna, riquesa o felicitat. En els contexts filosòfics, aquest mot s'ha traduït tradicionalment per felicitat. Aristòtil escrigué que tots estan d'acord que l'eudaimonia és el principal bé per als éssers humans, però hi ha una considerable diferència d'opinió quant al que consisteix eudaimonia.
Aristòtil estigué d'acord en què la virtut és una condició necessària per a l'eudaimonia, però sostingué que no era prou. Per la seva part, l'eudaimonia s'aplica més apropiadament no a cap moment particular de la vida d'una persona, sinó a una vida plena que ha estat ben viscuda. Mentre que la virtut és necessària per a una vida així, també argumentà que certs béns no morals poden contribuir a l'eudaimonia o restar-li per la seva absència. Aristòtil defensava un estàndard objectiu de felicitat humana basat en el seu realisme metafísic.
A Ètica a Nicòmac argumentà que l'excel·lència humana ha d'interpretar-se en termes del que ordinàriament caracteritza la vida humana. Aquest argument es basa clarament en la seva doctrina de la causalitat, segons la qual qualsevol membre d'una espècie natural es caracteritza per quatre causes: una causa formal, una causa material, una causa eficient i una causa final. La funció humana es troba en l'activitat de les nostres facultats racionals, particularment la saviesa pràctica i l'aprenentatge i això conforma l'excel·lència humana, que està objectivament determinada a l'ús de les facultats racionals d'un mateix per aplicar amb èxit les regles generals de la vida virtuosa a situacions particulars que requereixen una deliberació moral.